# 无毛扇苞黄堇
无毛扇苞黄堇（学名：Corydalis rheinbabeniana var. leioneura）为罂粟科紫堇属下的一个变种。

## 扩展阅读
- 維基物種上的相關：无毛扇苞黄堇